# Cària
|  | Per a altres significats, vegeu «Llengua cària». |

Cària (en grec antic: Καρία) era una regió de l'antiguitat situada al sud-oest de l'Àsia Menor. Era habitat pels caris, i abraçava la conca mitjana i baixa del riu Meandre, limitant al nord-oest amb Frígia (Carura n'indicava el límit), al nord-est amb el Mont Cadme, a l'est amb el riu Indos (el punt més oriental era Dèdala), i al sud-est amb Lícia.
A la costa hi havia algunes colònies de Rodes (la Perea Ròdia i un territori al sud de Cnidos), a més d'altres ciutats gregues. Al sud hi vivien els caunis, amb capital a Caune, als quals Heròdot considerava natius del país, però afegeix que ells mateixos deien que eren descendents dels cretencs; vestien diferent dels caris i d'altres pobles, i parlaven una llengua diferent del cari. Com que Heròdot era nadiu de Cària, cal suposar que la informació sobre llengua i vestits és bona. Heròdot diu que Milet i Mícale eren antigament ciutats càries.

## Història
Els caris eren un poble considerat autòcton, però diverses tradicions de Creta deien que el seu origen és en els lèleges, que antigament vivien a les illes de la mar Egea, es dedicaven a la pirateria, i que Minos rei de Creta els va sotmetre. Més tard van ser expulsats cap a la costa continental pels doris i els jonis. Tucídides diu que quan els atenesos van treure els cadàvers de Delos per purificar l'illa al final de la guerra del Peloponnès, la meitat dels cossos eren caris, que van ser reconeguts pel seu armament. Van ser enterrats de nou d'acord amb el seu costum.
L'establiment dels jonis va desplaçar els caris de Milet i Mícale. Prop d'aquesta darrera ciutat es va fundar Priene. Els doris es van establir a Cnidos i Tròpia, i van expulsar els caris d'Halicarnàs. A la mateixa època, Rodes es va apoderar d'alguns territoris costaners, però bona part de la costa devia seguir en mans dels caris, car el 480 aC van aportar setanta vaixells a la flota de Xerxes I de Pèrsia, mentre les ciutats dòries només en van aportar trenta.
Les petites poblacions de Cària vivien en una mena de confederació. La seva capital, és a dir, el lloc on es reunien els delegats de les ciutats, era a l'interior, al lloc on més tard es va fundar Estratonice, on hi havia el temple de Zeus Crisàreu, pel qual la federació es va dir Crisàrea. També tenien a un temple a Zeus Estraci, que era a Labranda, i Lagina tenia un gran temple a Hècate. Altres ciutats eren Siàngela, Mastaura.
Els caris van pertànyer al regne de Lídia, i després de la conquesta persa del regne van ser subjectes de l'Imperi de Cir II el Gran. Darios I el Gran va incloure el país a la primera satrapia amb Lícia i altres territoris (formava part de la satrapia de Lídia). El 499 aC van participar en la revolta de Jònia i van resistir als perses. Van lliurar una gran batalla al sud del riu Meandre a la vora del riu Màrsies, on van ser derrotats, però els perses van tenir moltes baixes. En una segona batalla que van lliurar junt amb els milesis, van tornar a ser derrotats. Però el comandant persa Daurises va caure en una emboscada preparada pel cap cari Heraclides de Milasa, un grec: el cap persa va ser sorprès una nit i va morir amb els seus homes. Després de la conquesta de Milet per Pèrsia el 494 aC les ciutats càries es van sotmetre, primer només algunes però finalment van seguir totes.
Els perses van establir un govern dirigit per un sàtrapa i subsàtrapa que de fet van governar de forma independent del poder central. Van residir a Halicarnàs. Artemísia, la filla de Lígdamis i d'una dona de Creta, va destacar al capdavant de les forces de Cària al servei de Pèrsia i va prendre part en la batalla de Salamina.
El 334 aC Alexandre el Gran la va conquerir. Se sap que amb els selèucides existia la Lliga Crisòrea, continuació de l'antiga confederació cària, de la qual hi ha notícies fins aproximadament el 150 aC. Derrotats els selèucides el 190 aC, en el tractat d'Apamea del 189 aC els romans van repartir el país entre els seus aliats: Èumenes de Pèrgam va rebre l'anomenada Cària Hidrela (la part del país propera a Frígia) amb les fortaleses i ciutats del Meandre menys les ciutats que amb Antíoc eren ciutats lliures; els rodis varen rebre la part costanera i la part més pròxima a Psídia, igualment a excepció de les ciutats lliures. La part dels rodis la va confiscar Roma després de la victòria sobre el rei Perseu de Macedònia l'any 168 aC, i erigida en territori independent format per ciutats, fins que el 129 aC es va incorporar formalment a la província romana d'Àsia menys la Perea que va romandre en mans dels rodis. Sul·la a més va donar a Rodes la regió dels caunis amb Caune. La capital en aquest temps era Mílasa.

## Ciutats
Llista de ciutats de Cària:
- Alabanda
- Alinda
- Amos
- Aminanda
- Amizó
- Arlissos
- Aules
- Bàrgasa
- Bargília
- Bolbes
- Calcetor
- Quersonès
- Quios
- Èrines
- Euromos
- Halicarnàs
- Hiblissa
- Hides
- Hidissos
- Iasos
- Ídima
- Calinda
- Carbasianda
- Carianda
- Casolaba
- Caune
- Cèdrees
- Cèramos
- Cil·larees
- Cíndia
- Cnidos
- Coliorga
- Coranza
- Cria
- Cil·landos
- Cirbissos
- Latmos
- Lepsimandos
- Mèdmasa
- Mílasa
- Mindos
- Nariandos
- Nàxia
- Òlimos
- Urànion
- Passanda
- Pèdasa
- Pídasa
- Plàdasa
- Pirnos
- Salmacis
- Siàngela
- Telandros
- Telmesos
- Tídonos
- Tral·les

## Governants

### Sàtrapes
- Adusi
- Isador, vers 520 aC
- Lígdamis I vers 494 aC
- Artemísia I la valenta vers 480 aC (filla)
- Pisindelis vers 450 aC
- Lígdamis II vers 425 aC
- Tisafernes (de Lídia 415-07) 415-395 aC
- Hisaldom de Milasa vers 395 aC

### Reis
- Hecatompos 395-377 aC
- Mausol 377-353 aC
- Artemísia II 353-350 aC
- Idrieu vers 350-343 aC
- Ada (reina) 343-341 (va resistir almenys a la ciutat d'Alinda fins a l'arribada d'Alexandre el Gran)
- Pixòdar 341-335
- Orontobates 335-334 aC
- Mèmnon 335-334 aC (a Halicarnàs)
- Conquesta Macedònia 334 aC
- Ada (segona vegada) 334-vers 325 aC (dependent de Macedònia)
- Olímpic (rei a Milasa) vers 326-323 aC
- Asandre el diàdoc vers 310 aC
- a Antígon el borni 305-301 aC
- Plistarc 301-294 aC
- a Egipte 294-272 aC
- als Selèucides 272-189 aC
- Roma la cedeix en part al regne de Pèrgam 190-133 aC i en part a Rodes 190-168 aC
- a Roma 133-129 aC
- Aristonic 129 aC
- a Roma 129 aC